# 悪魔崇拝 三部作
『悪魔崇拝 三部作』（あくますうはいさんぶさく、Daemonolatreiae libri tres）は、1595年にリヨンで出版されたニコラ・レミの著作。悪魔崇拝の研究、魔女の活動の事例報告、900の裁判で得られた証拠に基づくレミの結論の三部構成となっており、版を重ねた。しかし、各種の情報源の雑然たる混合物となっており、構成が不出来であるともされ、レミもその点を認めている。